# Мівок

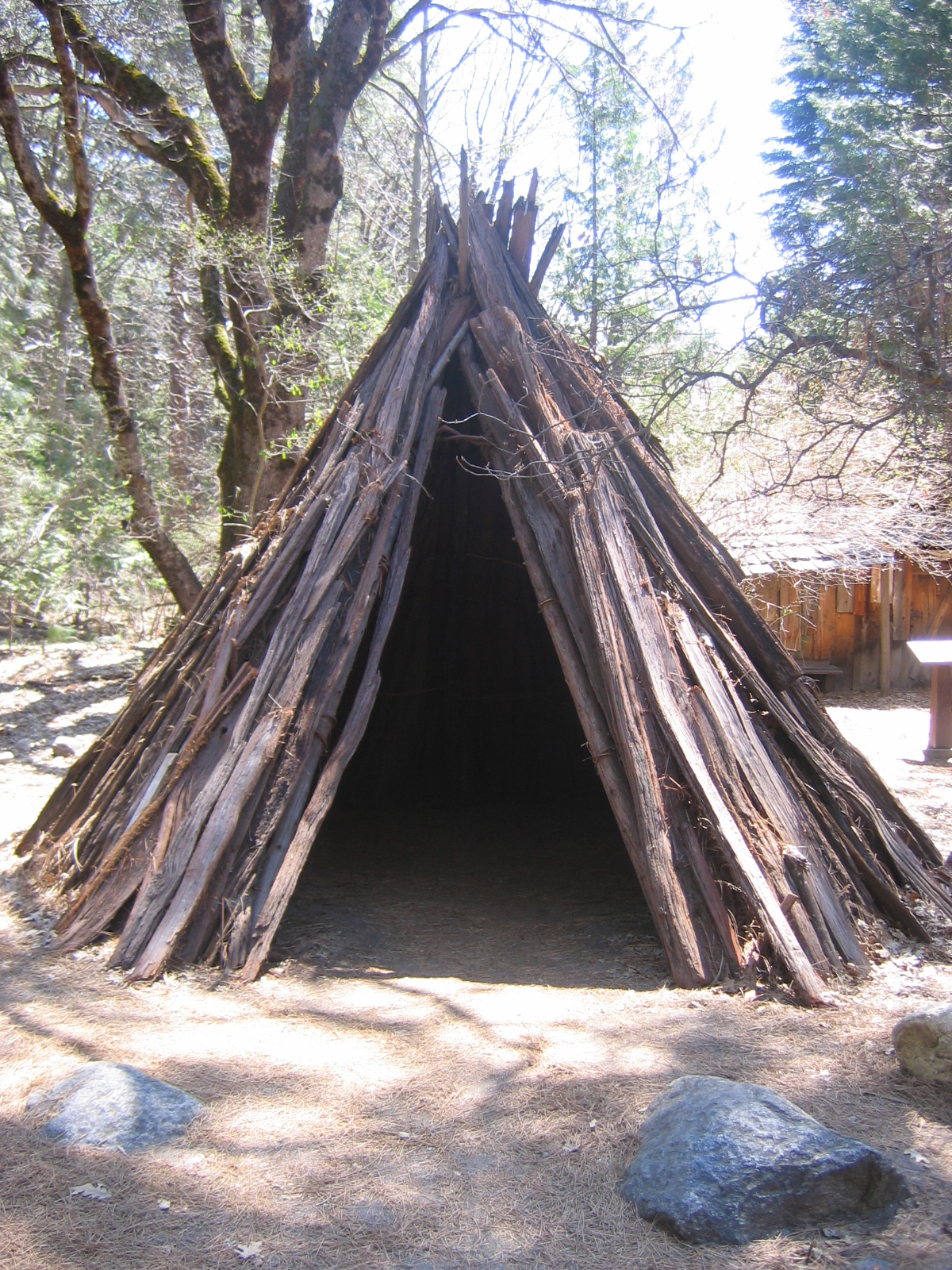
Сучасна копія традиційного житла мівоків

Мівок (Miwok, Miwuk, Mi-Wuk, Me-Wuk) — загальна назва кількох груп індіанців Північної Каліфорнії, які розмовляють різними мовами мівоцької групи утійської сім'ї. Слово Miwok означає «люди» на їх мовах.

## Підгрупи
В рамках мівоцького етносу виділяють 4 культурно-географічні групи:
- Мівок рівнин і Сьєрри: від західних схилів і підніжь Сьєрра-Невади, долини Сакраменто, долини Сан-Хоакін і до дельти річок Сакраменто і Сан-Хоакін.
- Прибережні мівок: від сучасного округу Марін і до округу Сонома.
- Озерні мівок: басейн озера Клір-Лейк в окрузі Лейк.
- Мівок затоки: округ Контра-Коста.

## Культура
До контакту з європейцями в 1769 році мівок традиційно займалися полюванням і збиранням, жили невеликими групами без централізованої влади.
В цілому міфологія та перекази мівок дуже схожі на міфологію інших народів Північної Каліфорнії. Мівок вірили в душі людей і тварин, і вважали душі тварин своїми предками. Богом-творцем і тотемним предком племені вони вважали Койота.
У 1770 році, за оцінками А. Кребера, налічувалося близько 500 озерних мівок, 1500 прибережних мівок, 9000 мівок рівнин і Сьєрри, і в цілому близько 11 000 чоловік, хоча він не взяв до уваги мівоків затоки. Згідно перепису 1910 року було нараховано всього 670 мівок у цілому, а за переписом 1930 року — 491.

## Археологія
У 2008 р в окрузі Калаверас в Каліфорнії були виявлені артефакти віком близько 5 тис. років, які ймовірно відносяться до предків мівок. Відповідно до Закону про захист і репатріації могил корінних американців передбачається в подальшому здійснити урочисте перепоховання артефактів.